# Palež (Czarnogóra)
Palež (cyr. Палеж) – wieś w Czarnogórze, w gminie Žabljak. W 2011 roku liczyła 407 mieszkańców.